# Casa Thomas P. Hardy
Thomas P. Hardy House es una casa de estilo prairie school, diseñada por Frank Lloyd Wright en Racine, Wisconsin, Estados Unidos, que fue construida en 1905. El lado de la casa que da a la calle es principalmente de estuco, lo que brinda a los residentes privacidad de la acera y la calle cercanas, pero las amplias ventanas del otro lado se abren al lago Míchigan.

## Diseño
Construida en 1905 sobre un acantilado con vistas al lago Míchigan, la casa está construida verticalmente hacia arriba y hacia abajo de la ladera y tiene un sótano parcial. El diseño de las siete ventanas de vidrio artístico en el primer piso que dan a la calle es una abstracción del plano de la casa en sí. La mayoría de las ventanas están en el nivel superior o en el lado del lago. No son visibles desde el lado de la calle la terraza, un piso debajo del nivel de la calle, y la sala de estar de dos pisos que, con su balcón en el piso superior, abre toda la vivienda a la vista del lago.
De 2013 a 2015, se completó una renovación en la casa, incluido un cambio de color a su terracota original.
Esta casa demuestra la capacidad de Wright para adaptar un diseño a un sitio. La mayoría de las casas en esta calle están bastante cerca de la acera, ya que la colina se aleja de la calle y se dirige al lago muy rápidamente, pero la entrada de Wright para la casa Hardy está literalmente en la línea de la acera.
Algunos consideran que la casa es uno de los clásicos de Wright. Henry-Russell Hitchcock escribe: "Otras posibilidades dramáticas de sitios empinados sobre el agua para estas casas aladas ... se encuentran en la casa Johnson en Delavan Lake (Wisconsin) y el proyecto Scudder para una de las islas en Sault... Pero la obra maestra es la casa Hardy de 1905 en Racine".

## Galería

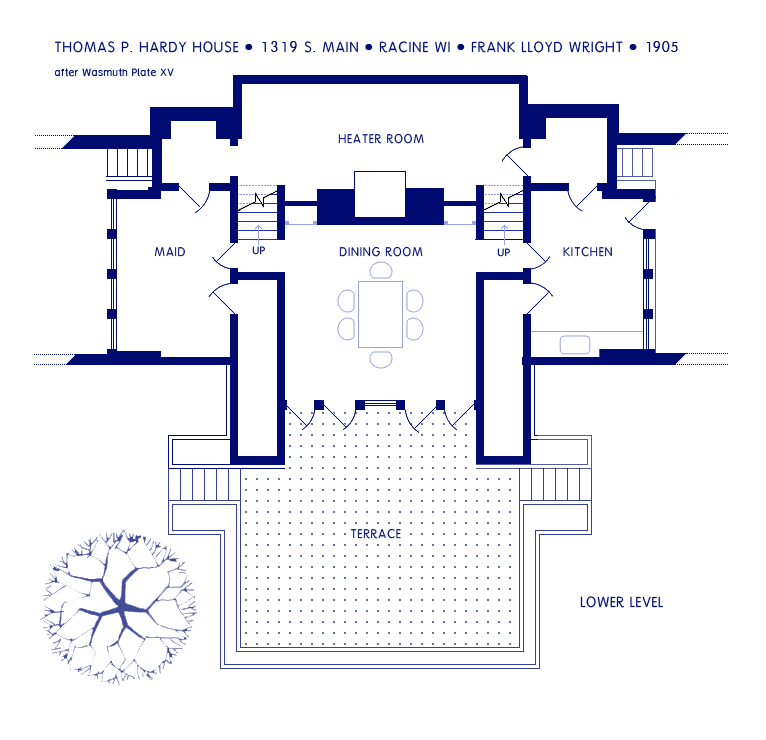
Nivel inferior.
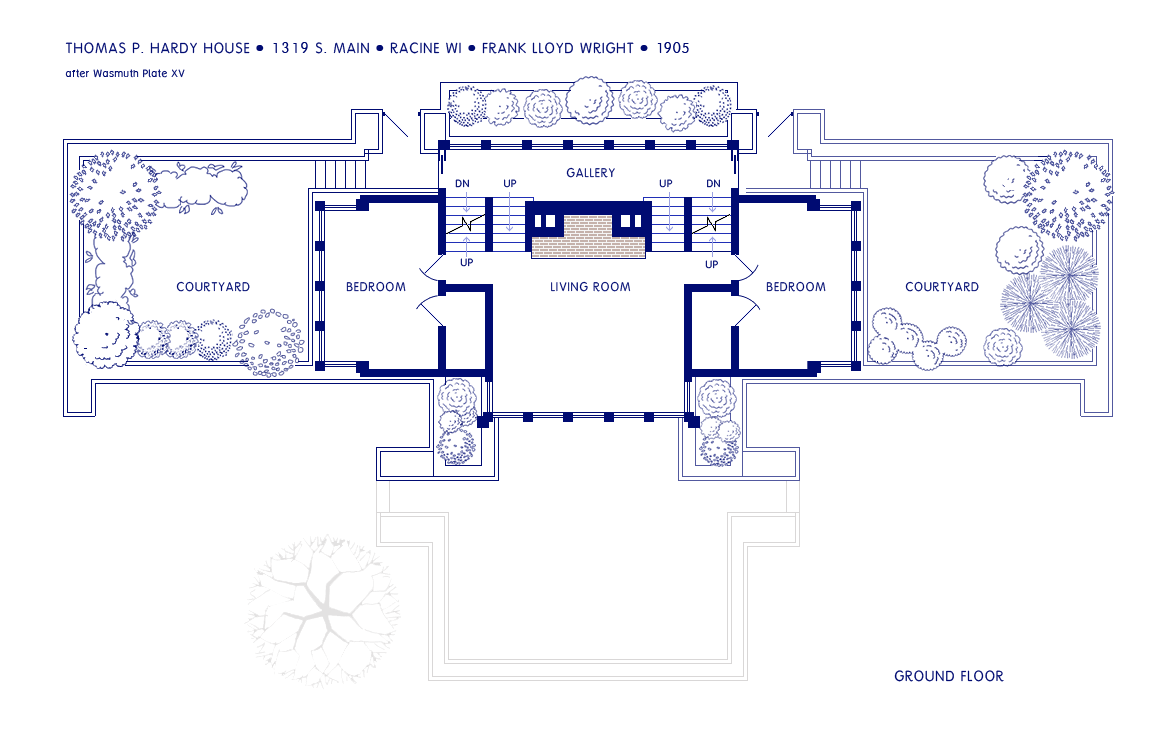
Planta baja.
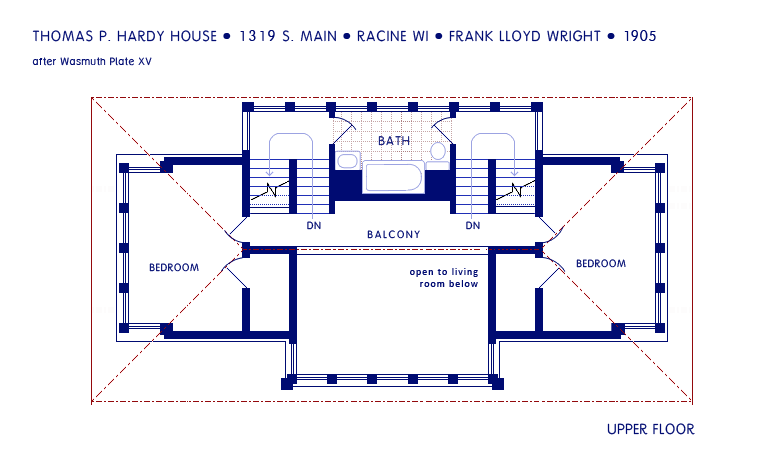
Piso superior.